# Hal Lindsey
Hal Lindsey (23. listopadu 1929 – 25. listopadu 2024) byl americký spisovatel, pastor a misionář.
Proslul zejména svými myšlenkami o dispenzacionalismu a vytržení. Tuto teorii rozvinul ve své knize Velká planeta Země v pokročilé době (The Late Great Planet Earth), jejíž spoluautorkou byla Carole C. Carlsonová (Zondervan, 1970). Tato kniha, která do konce 20. století vyšla ve více než 25 milionech výtisků, pomohla konzervativním evangelikálům k získání značného kulturního a politického vlivu. Klíčovou roli v tomto plánu hrála podle Lindseye i pozice Státu Izrael a jeho vznik jako naplnění biblických předpovědí a předzvěst konce šesté dispenzace a blízkého počátku sedmé dispenzace, věku Ježíšova kralování nad obnovenou Zemí. V knize je naznačeno, že k vytržení dojde během života generace, která prožila rok 1948, přičemž za období takové generace Lindsey považoval 40 let. Kniha zaznamenala ohlas zejména v evangelikálním spektru.
Byl dvakrát ženatý a byl otcem tří dětí.